# Sonate pour piano no 16 de Beethoven
 (février 2024).
Si vous disposez d'ouvrages ou d'articles de référence ou si vous connaissez des sites web de qualité traitant du thème abordé ici, merci de compléter l'article en donnant les références utiles à sa vérifiabilité et en les liant à la section « Notes et références ».

Introduction du premier mouvement

Les trois sonates pour piano de opus 31 no 1, la Sonate pour piano no 16, la Sonate pour piano no 17 dite « la Tempête » et  la Sonate pour piano no 18, composées  entre 1801 et 1802, ne sont pas seulement unifiés par leur numéro d'opus, mais aussi par des idées et principes structuraux étroitement reliés. Les trois œuvres représentent en effet une étape importante dans l'évolution artistique de Beethoven qui, avec elles, ouvre un nouveau sentier musical qui le conduit vers les avancées des troisième et cinquième symphonies.
Malgré sa première position dans la publication des trois sonates de l'opus 31, la sonate pour piano no 16 en sol majeur est composée après la sonate « la Tempête » (no 17).
Les trois sonates opus 31, écrites après le Testament de Heiligenstadt, sont dédiées à la comtesse de Browne.

## Genèse
Le début, amusant, joueur et malicieux, de la 16e sonate pour piano ne peut manquer de frapper l'auditeur. Kinderman fait remarquer à ce sujet que « les premiers gestes sont syncopés ; les deux mains semblent incapables de jouer ensemble. Des pans entiers s'effondrent en cascade pour céder la place à des accords toniques qui atteignent la dominante à la fin de la première phase. Puis, soudain, Beethoven décale la deuxième phase dans la tonalité de fa majeur.  Et Tovey de renchérir pour commenter cette étrange déviation harmonique.

## Structure
Elle comprend trois mouvements et son exécution dure environ 20 minutes. 
1. Allegro vivace
2. Adagio grazioso
3. Rondo, allegretto-presto